# Novo Celje
Novo Celje (Duits: Neu Cilli) is een plaats in Slovenië en maakt deel uit van de gemeente Žalec in de NUTS-3-regio Savinjska. De plaats telde 15 inwoners op 1 januari 2020.

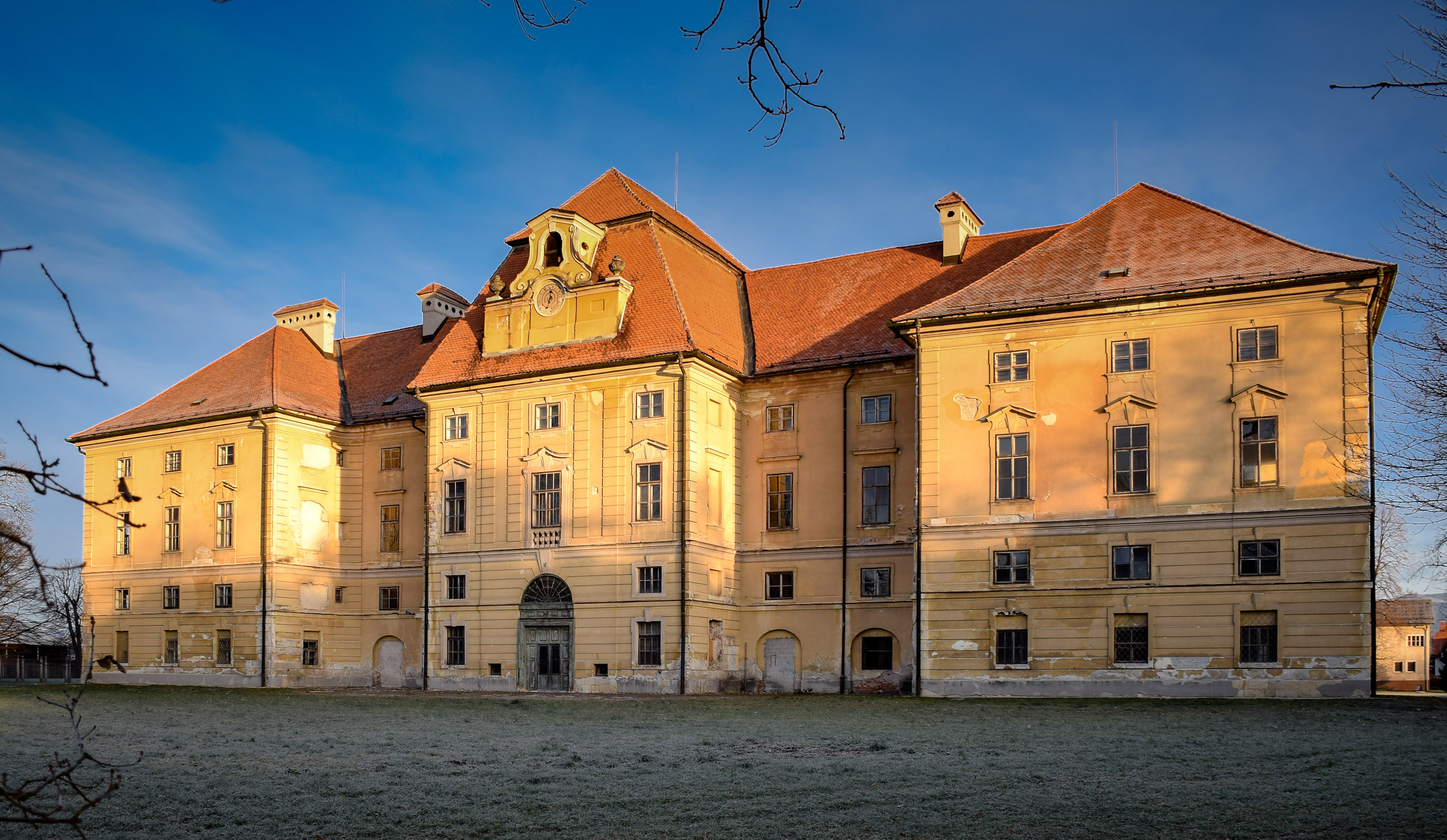
Oud landhuis